# Hermann Litt

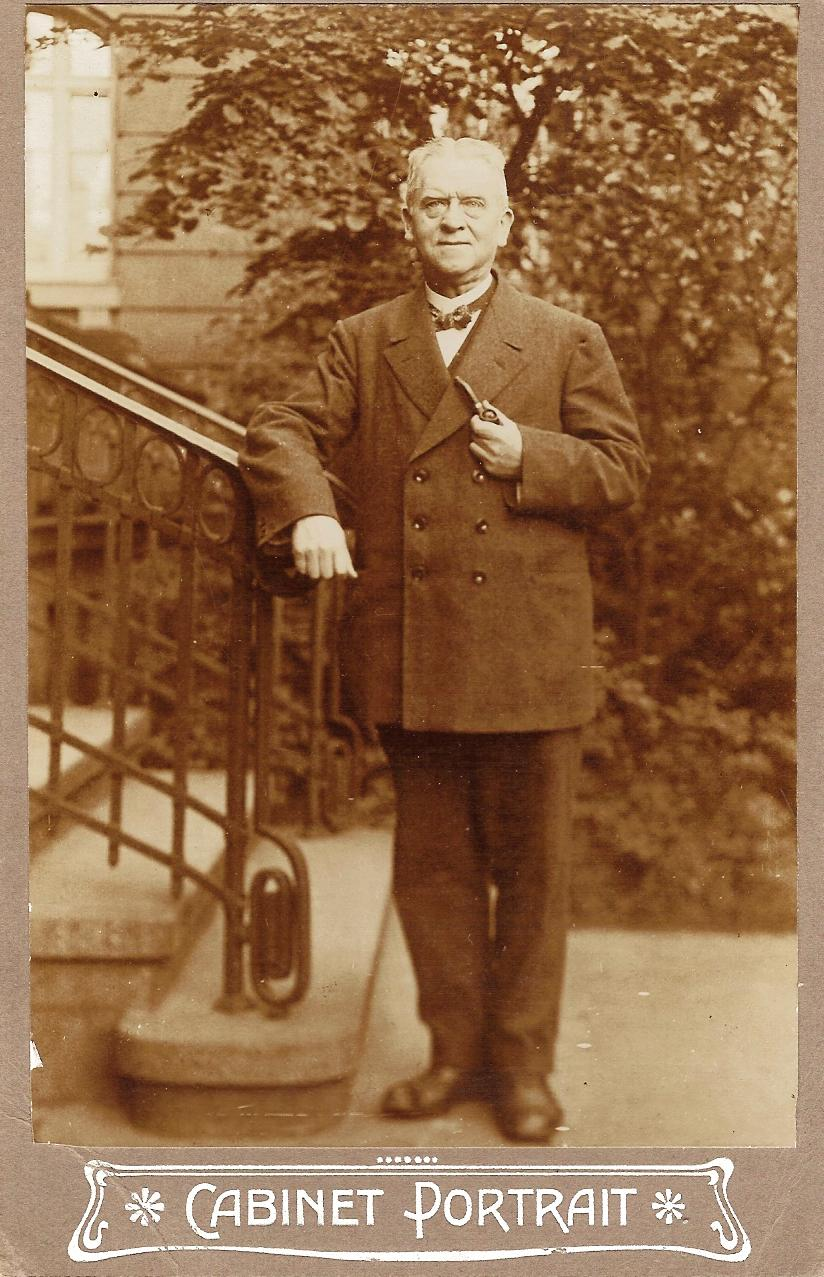
Hermann Litt

Hermann Litt (* 28. Februar 1859 in Zell b. Bensheim; † 11. Juni 1939 in Berlin) war ein deutscher Theaterregisseur und Schauspieler. 

## Leben
Er war der Großonkel des Philosophen Theodor Litt und der Großvater des Opernregisseurs Dietrich H. Litt.
Litt wirkte in zahlreichen Theatern Deutschlands als Opern- und Schauspielregisseur und trat selbst in eigenen und fremden Produktionen auf. Orte seiner Tätigkeit waren Magdeburg, Kiel, Wismar, Hamburg, Amsterdam, Breslau und Berlin. In den Theatersaisons 1895 und 1896 trat er auch in Gastspielen deutscher Theater an New Yorker Bühnen auf, u. a. im Terrace Garden mit Das Modell von Franz von Suppè. Von 1907 bis 1910 führten ihn mehrere Tourneen in unterschiedlichen Ensembles nach Südamerika. Für die Deutsch-Südamerikanische Opern- und Operetten-Gesellschaft wirkte er dabei als Oberregisseur.
In der Zeit des Stummfilmes übernahm Litt 1911 und 1912 zwei Rollen in Produktionen der Deutschen Bioscop GmbH in Berlin: Doktor Martinus Luther (Uraufführung am 2. September 1911), worin er die Titelrolle spielte, und Die Macht des Goldes (Regie: Urban Gad), dort an der Seite von Asta Nielsen. Beide Filme gelten als verschollen, lediglich einige Szenenfotos, Programmhefte und Anzeigen zeugen von ihrer Existenz.
Durch die Folgen der Inflation Anfang der zwanziger Jahre verarmt, war Litt in fortgeschrittenem Alter zu Tätigkeiten in einem Gesangsquartett und als Stummfilmerklärer gezwungen. Von 1937 bis 1939 erhielt er Zuwendungen aus der Stiftung Künstlerdank.

## Filmografie
- 1911: Doktor Martinus Luther
- 1912: Die Macht des Goldes